# EX SAMPLE
『EX SAMPLE』（エグザンプル）は、2023年7月2日（1日深夜）から同年10月1日（9月30日深夜）までJ-WAVEで放送されていたラジオ番組。

## 概要
社会派エンターテインメント番組を標榜していた土曜深夜のトーク番組で、毎週日曜 0:00 - 1:00（土曜 24:00 - 25:00、日本標準時）に放送。ナビゲーターは、YouTubeチャンネル「ニートと居候とたかさき」でも活動しているお笑いコンビ「サンプル」のたかさきと南が務めていた。
番組は、世間的にはマイナーではないかと番組サイドが考える事物に対し、人々がどのような価値観・感覚・考えを持っているのかを、街の声や番組リスナーの声、そしてゲストとのトークから採取。そのようにして集めていったサンプルから、社会での生き抜き方・息の抜き方を見出すことをコンセプトにしていた。番組ハッシュタグは「#エグザンプル813」。
レギュラー放送の終了後、本番組の復活放送が2024年1月1日（月曜） 18:00 - 18:55 に新春特別番組という形で行われた。